# سال آوری

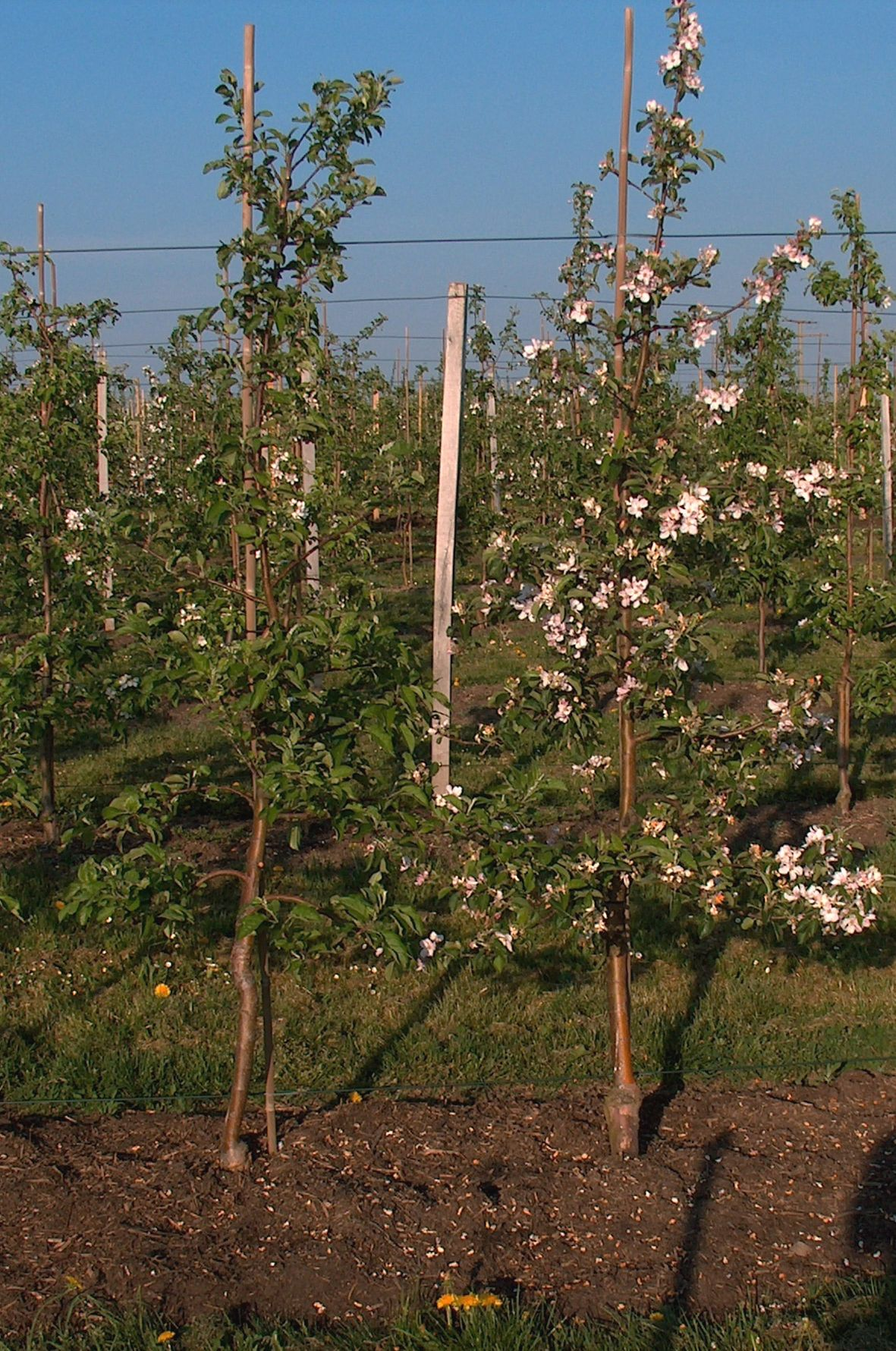
تناوب بازدهی

سال آوری یا تناوبِ باردهی (به انگلیسی:Alternate bearing یا Biennial bearing) یک اصطلاح مورد استفاده در علم میوه‌شناسی است که به باردهی نامنظم درختان میوه، از سالی به سال دیگر گفته می‌شود. در سال‌آور یا «پرمحصول» یا روشن(On-year)، تولید گل و میوه بیش از حد طبیعی باعث کاهش سایز و کیفیت میوه و آسیب فیزیکی به درخت به خاطر افزایش وزن شاخه‌ها می‌شود. همچنین این افزایش میوه به دلیل کاهیدن از قدرت باروری درخت باعث کاهش گل انگیزی و تشکیل میوه و ایجاد یک سال «کم محصول» یا خاموش(Off-year) در فصل بعد می‌شود.
این رفتار را می‌توان با توجه به تولید هورمون‌های گیاهی به خصوص جیبرلینها در بذر میوه‌های مازاد تولید شده در سال پرمحصول دانست. همچنین می‌تواند ناشی از تخلیه ذخیره کربوهیدرات درخت توسط میوه‌ها باشد.
سال آوری در برخی درختان شبیه انبه، سیب، گلابی، زردآلو و آووکادو، پسته، گردو، مرکبات و زیتون شایع‌تر است.
این پدیده را می‌توان با تدابیر مناسب زراعی مانند تُنُک گل و میوه در سال پرمحصول یا کاهش کود دهی در سال کم محصول تا حدودی کاهش داد.